# アイドルワイルド

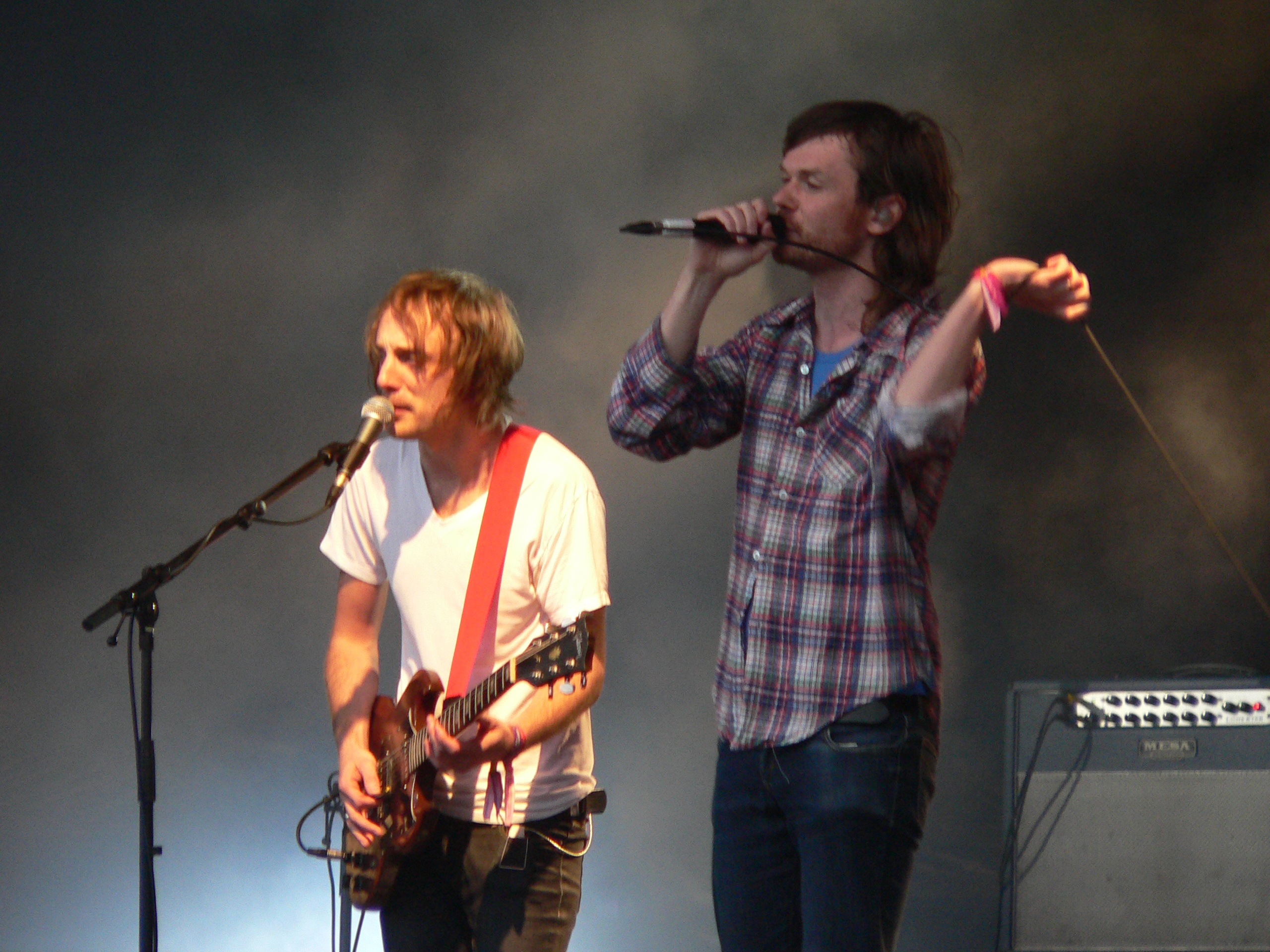
左がジョーンズ、右がウォンブル（2007年）

アイドルワイルド（Idlewild）は、スコットランド・エディンバラ出身のロックバンド。

## 概要
1995年結成。これまでにイギリスで30万枚以上のアルバムを売り上げるなど中堅バンドとしての足場を固め、浮き沈みの激しいUKシーンをサバイブしてきた。
1998年冬の初来日公演以降、長らく日本でのライブは行われなかったが、2007年の第3回ブリティッシュ・アンセムズにおいてヘッドライナーとして出演し、久々に日本のファンにその健在ぶりをアピールしている。

## 来歴
1997年のデビュー当時、イギリスではブリットポップはすでに終焉を迎え、トラヴィスを中心としたバラード・バンドが席巻していた。そんな中、アイドルワイルドはむしろパール・ジャムやニルヴァーナの影響を強く受けたノイジーなパンク・サウンドを特徴としていた。
2000年発表のセカンド・アルバム『100ブロークン・ウィンドウズ』からは、それまでのパンク路線から離れて独自の音楽性を追求。その成果が結実した2002年発表のサード・アルバム『リモート・パート』では全英3位、10万枚以上を売り上げるセールスを記録。しかし2005年発表のアルバム『ウォーニングズ / プロミシズ』を最後に所属していたEMIを離れ、インディーでの活動に転じる。
フロントマンのロディ・ウォンブルは、近年バンド活動とは別にスコティッシュ・フォーク路線のソロ活動を行っており、2006年にファースト・アルバム『My Secret Is My Silence』、2008年にクリス・ドレヴァーとジョン・マッカスカーとのコラボレート作品『Before the Ruin』、2011年にはセカンド・ソロ・アルバム『The Impossible Song & Other Songs』など、アルバムを定期的に発表しながらソロ・アーティストとしても評価を固めている。
またアイドルワイルドとしては、2007年にサンクチュアリからアルバム『メイク・アナザー・ワールド』、2009年にはアルバム『ポスト・エレクトリック・ブルース』を自主発表している（後にクッキング・ヴァイナルから一般発売された）。
2010年にバンドは一旦活動を休止するが、2013年9月に、ウォンブル、ジョーンズ、ニュートンの3人がタグ付けされたスタジオの写真がFacebookに投稿される。11月には、インタビューで新作の制作に取り掛かっていることを明かした。
2015年に、新メンバーを迎えての約6年振りとなる新作アルバム『エブリシング・エヴァー・リトゥン』をリリースした。
2017年に、サード・アルバム『リモート・パート』のリリース15周年を記念するライブを行った。グラスゴーO2 ABCにて2日間の予定だったが、チケットが即完売となったため、急遽ロンドンでの追加公演が決まった。2日目には、元メンバーのアラン・スチュワートとボブ・フェアファウルがサプライズ出演した。
2019年に、アルバム『Interview Music』をリリースした。同年のツアーから、スチュワートがツアー・メンバーとしてバンドに復帰した。
2020年3月には、イギリスとアイルランドにおける、結成25周年を記念したツアーが発表されたが、新型コロナウイルスによる影響で、2021年11月に延期となった。また同年12月に、ウォンブルが執筆した回顧録『In the Beginning There Were Answers: 25 Years of Idlewild』が発表され、2021年2月に出版された。

## メンバー
- ロディ・ウォンブル (Roddy Woomble) - ボーカル (1995年-2010年、2013年- )
- ロッド・ジョーンズ (Rod Jones) - ギター、コーラス (1995年-2010年、2013年- )、キーボード (1995年-2010年)
- コリン・ニュートン (Colin Newton) ドラム (1995年-2010年、2013年- )
- アンドリュー・ミッチェル (Andrew Mitchell) - ベース、コーラス (2014年- )、ギター (2014年-2019年、2022年)
- ルチアーノ・ロッシ (Luciano "Lucci" Rossi) - キーボード、コーラス (2014年- )

### ツアー・メンバー
- アラン・スチュワート (Allan Stewart) - ギター (2001年-2002年、2019年- ) ※2003年-2010年まで正式メンバーとして在籍
- ハンナ・フィッシャー (Hannah Fisher) - フィドル (2013年- )

### 旧メンバー
- フィル・スキャンロン (Phil Scanlon) - ベース (1995年-1997年)
- ボブ・フェアファウル (Bob Fairfoull) - ベース (1997年-2002年)
- ギャヴィン・フォックス (Gavin Fox) - ベース (2003年-2005年) ※2022年にツアーメンバーとして参加
- ガレス・ラッセル (Gareth Russell) - ベース (2006年-2010年)

### 旧ツアー・メンバー
- ジェレミー・ミルズ (Jeremy Mills) - ギター (1999年-2001年)
- アレックス・グラント (Alex Grant) - ベース (2002年)

## ディスコグラフィ

### スタジオ・アルバム
- 『キャプテン』 - Captain (1998年、Deceptive) ※インディーチャート2位
- 『ホープ・イズ・インポータント』 - Hope Is Important (1998年、Food) ※全英53位
- 『100ブロークン・ウィンドウズ』 - 100 Broken Windows (2000年、Food) ※全英15位
- 『リモート・パート』 - The Remote Part (2002年、Parlophone) ※全英3位、ゴールド・ディスク獲得
- 『ウォーニングズ / プロミシズ』 - Warnings/Promises (2005年、Parlophone) ※全英9位、シルバー・ディスク獲得
- 『メイク・アナザー・ワールド』 - Make Another World (2007年、Sequel) ※全英24位
- 『ポスト・エレクトリック・ブルース』 - Post Electric Blues (2009年、Cooking Vinyl) ※全英90位、インディーチャート12位。チャート記録は公式サイトを通じて自主発売された後に、クッキング・ヴァイナルから一般発売された際のもの。
- 『エヴリシング・エヴァー・リトゥン』 - Everything Ever Written (2015年、Empty Words) ※全英20位
- Interview Music (2019年、Empty Words)[1] ※全英22位

### コンピレーション・アルバム
- Scottish Fiction - Best of 1997-2007 (2007年、Parlophone/EMI) ※全英79位、日本未発売
- A Distant History - Rarities 1997-2007 (2007年、Parlophone/EMI) ※B面曲集、ダウンロード限定発売
- The Collection (2010年、EMI)